# Dariusz Stalmach
Dariusz Stalmach (Tarnowskie Góry, 8 december 2005) is een Pools voetballer die sinds 2022 uitkomt voor AC Milan.

## Clubcarrière
Stalmach ruilde in 2018 de jeugdopleiding van Ruch Radzionków voor die van Górnik Zabrze. In het seizoen 2021/22 maakte hij zijn opwachting in het B-elftal van Górnik Zabrze in de III liga. In datzelfde seizoen maakte hij ook zijn officiële debuut in het eerste elftal van de club: op 21 november 2021 kreeg hij een basisplaats in de competitiewedstrijd tegen Legia Warschau, die Górnik Zabrze met 3-2 won.
In augustus 2022 versierde hij een transfer naar AC Milan, dat hem evenwel aanvankelijk onderbracht in de jeugdopleiding.
2 Calabria  ·
4 Bennacer ·
7 Giménez ·
8 Loftus-Cheek ·
9 Jović ·
10 Leão ·
11 Pulisic ·
14 Reijnders ·
16 Maignan ·
17 Okafor ·
18 Zeroli ·
19 Hernández ·
20 Jiménez ·
21 Chukwueze ·
22 Emerson ·
23 Tomori ·
24 Florenzi ·
28 Thiaw ·
29 Fofana ·
31 Pavlović ·
42 Terracciano ·
46 Gabbia ·
57 Sportiello ·
80 Musah ·
90 Abraham ·
96 Torriani ·
Coach: Fonseca
· Assistent-coach: Ferreira